# Fàbrica Bonaplata, Vilaregut, Rull i Cia

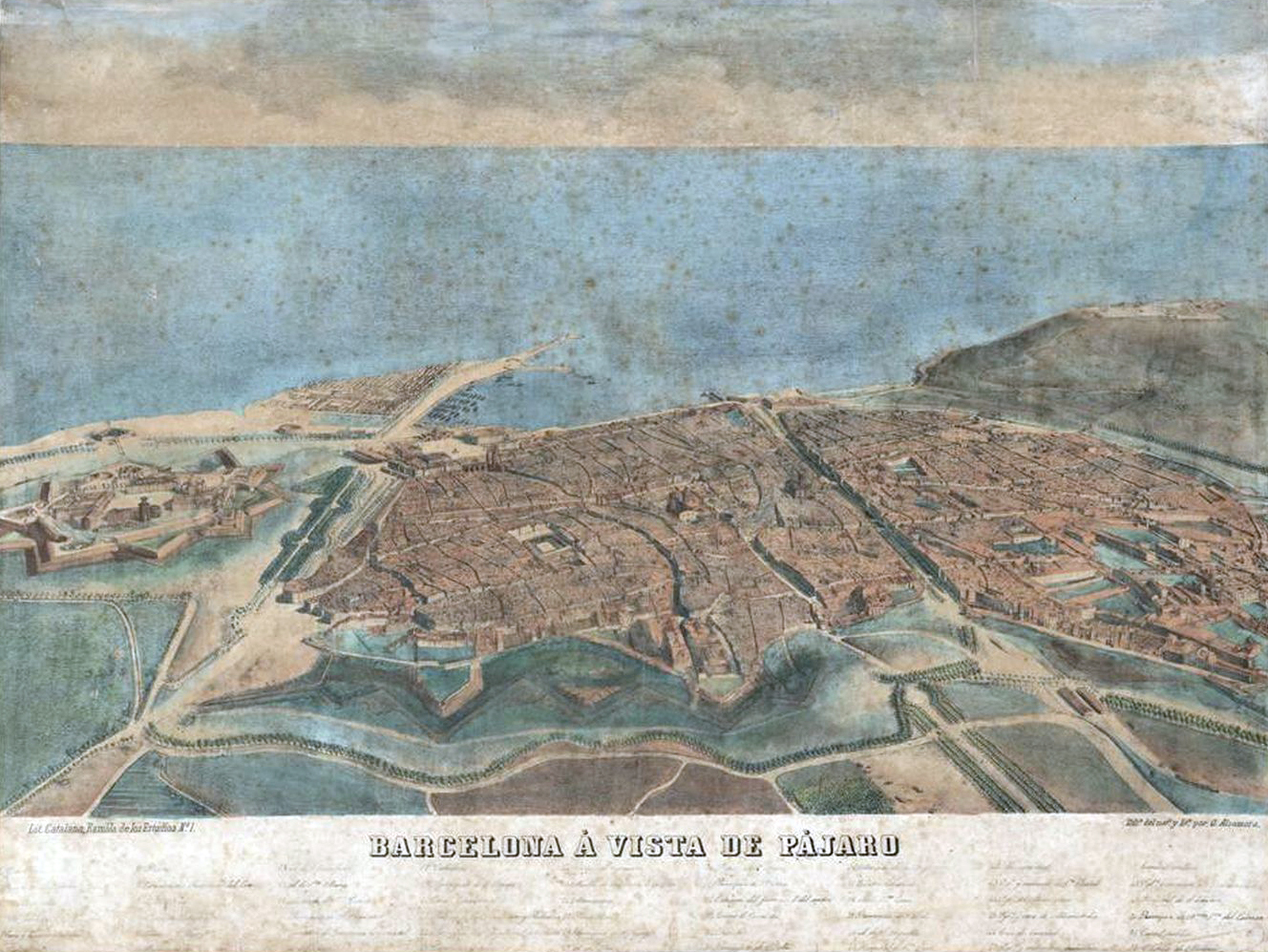
Vista a vol d'ocell de Barcelona d'Onofre Alsamora (1857); abaix a la dreta, el Vapor

La Fàbrica Bonaplata, Vilaregut, Rull i Cia, també coneguda com El Vapor, era situada al carrer dels Tallers del barri del Raval de Barcelona, i marcà l'inici de la industrialització moderna a Catalunya amb les màquines de filar i els telers mecànics de fosa, a més de les tècniques metal·lúrgiques per a construir-les i reparar-les. També fou la primera a l'estat espanyol en fer servir la màquina de vapor com a força motriu després de l'experiència pionera de Jacint Ramon a començaments de segle.

## Història

### Col·legi de Sant Vicenç Ferrer i Sant Ramon de Penyafort
El 1668, els frares dominics, el provincial de la qual era Joan Tomàs de Rocabertí (que posteriorment ocuparia els càrrecs de superior de l'Orde i d'arquebisbe de València), i a iniciativa d'Eulàlia Ferrer i Jordà, fundaren un col·legi dedicat a Vicenç Ferrer i Ramon de Penyafort. En un primer moment es va instal·lar a la Torre de Pedralbes (o de Santa Caterina), però aviat es va traslladar a l'extrem del carrer dels Tallers, tocant a la Muralla de Terra, on romangué fins al 1758, quan es va traslladar al carrer de Sant Pau cantonada amb el de la Cadena, que després seria convent de les Penedides.
El 16 de maig del 1821, el govern constitucional va suprimir el col·legi dels dominics, reintegrant els frares a la Comunitat de Santa Caterina, i el 1822 va començar la subhasta dels seus béns, incloent-hi les cinc cases del carrer dels Tallers. Aquestes foren adjudicades per 210.300 rals a Marià Borrell i Miralpeix, que les va perdre amb la restauració de l'absolutisme el 1823, però les recuperà definitivament el 1841.

### Prat d'indianes de Ramon Pujol i Prunés
El 1786, el rector del col·legi va establir en emfiteusi una part dels terrenys, que arribaven fins a la Muralla de Terra, al comerciant Ramon Pujol i Prunés, que entre 1790 i 1792 hi va encarregar al mestre de cases Josep Ribes i Margarit la construcció d'una fàbrica i prat d'indianes.
El 1803, la vídua Caterina Puigbò i el seu fill Francesc Pujol i Puigbò vengueren els terrenys a Pere Mas i Junquer, que l'any següent en va fer agnició de bona fe d'una part al sastre Ramon Prat i Pi. Tot seguit, aquest va demanar permís per a construir-hi una casa de planta baixa i quatre pisos segons el projecte del mestre de cases Joan Garrido i Julià. Posteriorment, la propietat es va fragmentar en altres dues parts, que acabarien en mans de la Reial Hisenda i de Francesc Guiu, respectivament.

### Bonaplata i Cia
La nissaga Bonaplata fou iniciada per Josep Bonaplata i Calafell, teixidor de lli, i el germà Jeroni, mitger. Fills d'aquest darrer foren els fabricants d'indianes Gabriel i Ramon Bonaplata i Roig. Ramon es va casar amb Teresa Corriol i tingué diversos fills, dels quals quatre es dedicarien al ram tèxtil: Salvador (1780-1855), Josep (1795-1843), Ramon (1799-1850) i Narcís (1805-1869).
El primogènit Salvador va continuar amb el negoci d'estampació del pare, i a partir de la restauració absolutista del 1823, Josep va marxar a treballar a Anglaterra, on adquirí diverses patents de màquines de filar i teixir, i també hi estudià l’ús del vapor com a força motriu. De retorn a Barcelona, l’1 de gener del 1829 sol·licità un privilegi d’importació de maquinària durant 5 anys per a filar estam i sense esperar-ne la concessió (que arribaria el juny), el 5 de febrer constituí la societat Bonaplata i Cia amb el prevere Silvestre Puig, que hi aportà 12.000 duros com a soci majoritari.

### Bonaplata, Vilaregut i Cia
La nissaga Vilaregut fou iniciada pels fabricants de teixits de cotó Joan (1761-1832), Miquel (1769-1842) i Josep Vilaregut i Padrós (1785-?), originaris de Manlleu i establerts a Barcelona. Miquel es va casar amb Maria Albafull i Canadell, filla d'un fabricant de baietons, i va tenir diversos fills, dels quals quatre es van dedicar al ram tèxtil: Pau, Joan, Pelegrí i Pere. En començar la guerra dels Malcontents i la repressió del comte d'Espanya (1827-1832), en la qual foren empresonats el seu pare i el seu germà gran, Joan es va exiliar a Londres, on conegué Francisco Espoz y Mina, Juan Álvarez Mendizábal i Pascual Madoz, alhora que descobrí els avenços tècnics industrials.
Un cop retornat a Catalunya, es va associar amb Josep Bonaplata i Corriol sota la raó social Bonaplata, Vilaregut i Cia, que demanà un privilegi d'importació de màquines per a ordir i teixir mecànicament tota mena de fils, concedit el 26 de novembre del 1829. El març del 1830, van llogar en nom de la societat una fàbrica a Sallent propietat d'Anton Torres i Amat, que tenia com a força motriu dues rodes hidràuliques mogudes pel riu Llobregat. El lloguer es va establir per 5.000 lliures per cinc anys, anant les obres d'adaptació a càrrec de la companyia. Hi treballaren fins a 300 persones i ja incorporava la nova maquinària de ferro. Però l'experiència no acabà de funcionar pels problemes de transport de les primeres matèries i dels teixits acabats, alguns dels quals foren robats i fins i tot incendiats.

### Bonaplata, Vilaregut, Rull i Cia
Mentrestant, entre maig i juny del 1830, Josep Bonaplata va fer un viatge a Anglaterra acompanyat del fabricant d'estampats Joan Rull i Camarasa (1779-1854), per tal d'adquirir nova maquinària tèxtil i conèixer-hi de prop els centres de producció. Es van trobar amb l'ambaixador Francisco Cea Bermúdez i li van exposar el seu projecte d'establir una gran fàbrica de filats i teixits amb maquinària anglesa moguda a vapor i una foneria capaç de reparar la maquinària importada i construir-ne de nova amb la tecnologia més avançada del moment. Amb el recolzament del govern espanyol però amb l'oposició de la Junta de Comerç, Josep Bonaplata va demanar un nou privilegi d'importació l'agost del 1830, que li fou concedit el gener del 1831.
El 30 de setembre del 1831 es va constituir la societat Bonaplata, Vilaregut, Rull i Cia, amb un capital de 150.000 lliures i un termini de cinc anys. Els socis eren els germans Bonaplata i Corriol, Joan Vilaregut, Joan Rull, que tenia una fàbrica al carrer dels Còdols; Valentí Esparó i Giralt (1792-1859), que tenia una serralleria al carrer dels Escudellers Blancs i era gendre de Salvador Bonaplata; el comerciant Josep Colomer i Josep Giralt, tots dos originaris de la Cerdanya, s'encarregarien de la caixa; Joan Vilaregut i Narcís Bonapalata de les compres i vendes; Joan Rull de la direcció de la fàbrica d'estampats, stuada al carrer dels Còdols; i Ramon Bonaplata la de la fàbrica de Sallent, dedicada als filats i teixits de cotó.
El 30 de novembre, Josep Bonaplata s'adreçà a la Reial Junta d’Aranzels per a exposar novament el seu projecte sobre les dues fàbriques que volia establir a Barcelona i sol·licitava ajuda econòmica per afrontar les compres de maquinària i la contractació de maquinistes, així com el privilegi de lliure importació per 10 anys de ferro colat i forjat, coure i carbó de pedra i una reducció dels aranzels sobre productes químics i tints. En el contracte, signat el 22 de desembre, Bonaplata es comprometia a muntar una filatura amb màquines angleses, 20 màquines de teixir Roberts (angleses) o Bergue-Hughes (franceses) i d'altres, totes mogudes per vapor; així com un taller de construcció de màquines i una foneria pel sistema anglès, amb una capacitat de producció de 200 telers i 40 màquines de filar a l’any, per un termini de dos anys. Com a contrapartida, es concedia la lliure importació de ferro colat, coure i carbó de pedra per 5 anys, una indemnització de 65.000 duros (o 1.300.000 rals) i la protecció de l’Intendent de Catalunya. També s'incloïa la cessió d'uns terrenys de la Reial Hisenda entre el carrer dels Tallers i la Muralla de Terra.

### Construcció d'El Vapor
El 24 de juliol del 1832, la companyia es va renovar amb una ampliació de capital de 318.750 lliures, i Josep Bonaplata va cedir els drets de la Reial Hisenda i el contracte amb la Junta d’Aranzels, així com també la maquinària de la societat amb Silvestre Puig, valorada en 22.500 lliures i propietat de Francesc Guiu. Poc després, el 31 de juliol, la societat va signar amb Guiu l'arrendament d'un terreny de 61.112 pams quadrats per dos períodes de 5 anys, a raó de 410 lliures anuals. A més, Guiu es comprometia a construir-hi la fàbrica amb els plànols proporcionats per la societat i sota la direcció del mestre de cases Domènec Vidal.
El 22 de febrer del 1833, es va dissoldre la societat entre Josep Bonaplata i Silvestre Puig, i paral·lelament, la societat va llogar les màquines i utensilis de la fàbrica de Sallent a Joan Vilaregut per 5 anys, a raó de 12.000 lliures anuals. El 17 de juliol, Francesc Espalter i Tolrà va llogar la fàbrica del carrer dels Còdols a la societat per 3 anys, a raó de 2.000 lliures anuals. El 27 de juliol es va executar el contracte privat d'arres i la societat adquirí els terrenys a Guiu per 10.000 lliures a pagar en quatre anys amb un interès del 6%, rescindint així l'arrendament. La fàbrica tèxtil es va acabar aquell mateix any, i hi intervingueren el mestre de cases Domènec Vidal i Gual, el fuster Pau Tintoré, el serraller Narcís Dalmau, el vidrier Josep Canaló i el pintor Joan Folch, que cobraren unes 35.296 lliures, cobertes amb una ampliació de capital de 33.750 lliures.
Si bé la foneria va començar a funcionar a mitjans del 1833, la posada en marxa de la fàbrica tèxtil es va retardar fins a l'arribada de la màquina de vapor de 30 CV, procedent de la casa Hall de Dartford (Anglaterra). El 29 de novembre, el diari El Vapor publicava un anunci en què s'hi convidava els industrials a visitar la fàbrica i s'oferien els serveis de la foneria. A finals d'any, Josep Bonaplata invità els membres de la Comissió de Fàbriques a visitar el seu establiment, i aquests li respongueren amb una carta de felicitació on s'elogiaven les màquines tèxtils i la foneria.
El juny del 1835, els germans Ramon, Josep i Narcís Bonaplata van adquirir a Ramon Prat i Pi un terreny contigu de 11.320 pams quadrats per 42.357 rals, on es van construir nous edificis destinats a foneria i que posteriorment cediren a la companyia. El juliol del mateix any, Josep Bonaplata adquirí a la Real Hisenda un altre terreny de 110.534 pams quadrats valorat en 259.610 rals, que cedí a la companyia pocs dies abans de l'incendi.

### Crema d'El Vapor i liquidació de la societat
La nit del 5 al 6 d'agost del 1835, la fàbrica fou assaltada i incendiada durant la bullanga, causant la mort del maquinista francès Dejean. Sembla que es va tractar d'una acció vandàlica perpetrada per la «patuleia», un escamot de subproletariat i gent marginada, o bé d'una acció luddista dels obrers contra la mecanització. El 7 d'agost, tots els socis (excepte Josep Bonaplata, que era a Madrid) s'hi van personar, acompanyats d'un notari, i van comissionar Ramon Bonaplata i Valentí Esparó per a que en fessin un inventari, actuant com a experts taxadors el mestre d'obres Josep Nolla i l'arquitecte Josep Vilar; el serraller maquinista Josep Prat, vocal de la Junta de Comerç, i al catedràtic de mecànica de la mateixa institució Hilari Bordegé. L'incendi va destruir la major part de la fàbrica tèxtil, amb unes pèrdues estimades de 2.390.415 rals, mentre que la foneria i el taller de construccions mecàniques van ser menys afectats, amb unes pèrdues de 360.210 rals, en total 2.696.625 rals i 17 morabatins. Tanmateix, la màquina de vapor i les dues calderes van quedar intactes, la qual cosa va permetre posar de nou en funcionament la foneria, però no la fàbrica tèxtil, en aquest cas pel desinterès dels socis. El novembre d'aquell mateix any, Josep Bonaplata es va adreçar al govern espanyol demanant una indemnització, adduïnt que la crema s'havia produït com a conseqüència dels «trastornos políticos que no supieron contener las autoridades políticas y militares», la qual no va arribar mai.
El primer conflicte es va produir a principis del 1836 per la fàbrica de Sallent, llogada en un principi per Antoni Torres i Amat a la companyia. Vençut el contracte als cinc anys, aquest no fou renovat i ho feren els germans Joan i Pelegrí Vilaregut a títol personal. El primer ja tenia arrendada la maquinària des del 1833, i ara volia adquirir-la. Això va provocar la divisió dels socis en dos blocs: per una banda, els germans Bonaplata, que s'hi oposaren i feren responsables els administradors, Valentí Esparó i Josep Colomer, de no haver renovat el lloguer; per l'altra, la resta de socis, partidaris d'arribar a un acord amb Vilaregut. Finalment, la venda es va fer efectiva el 9 de maig per 45.723 £, i aquell mateix dia, Ramon (17.715 £) i Narcís Bonaplata (13.420 £) abandonaren la societat i retiraren la seva participació.
Durant els anys 1836 i 1837, es van ampliar els edificis de la fonera i s'adquirí nova maquinària, entre la que hi havia una segona màquina de vapor de 12 CV de la casa Hall & Sons. En comprovar les dificultats per a cobrar la indemnització, Josep Bonaplata es va adreçar a les Corts l'abril del 1837 per a oferir la construcció d'un taller de construcció de màquines i una foneria més gran que les que s'havien cremat. En finalitzar el termini de cinc anys, la societat es va dissoldre el 31 de desembre del 1837, i el 14 de gener del 1838, Valentí Esparó adquirí en subhasta privada la fàbrica d'estampats del carrer d'en Còdols per 39.013 £ (26.800 £ per la maquinària, utensilis i matèries primeres i 12.213 £ per les peces), encarregant-se del lloguer de l'edifici, el prat d'indianes del Besòs, el magatzem del davant i els salaris del colorista anglès Greenhalg i del gravador Antoni Cluet.
El segon conflicte correspongué a la venda en subhasta privada dels terrenys, edificis, maquinària i materials emmagatzemats d'El Vapor, per la que Esparó va oferir 140.000 £, a la qual s'oposà Ramon Bonaplata (en representació del seu germà Josep), que reclamava la part que li corresponia de les existències de carbó i ferro colat (importats d'Anglaterra). La subhasta es va iniciar el 13 de febrer i va durar quatre dies, quedant deserta. Finalment, la venda es fa formalitzar el 28 de febrer pel preu estipulat, quedant al seu càrrec el pagament dels censos i els salaris dels treballadors, especialment el fonedor anglès Jack Riddings i el forjador francès Joseph Isebeaud. El litigi amb Josep Bonaplata es va allargar encara uns mesos més, i la liquidació no es va donar per acabada fins al novembre.

### Foneria de Valentí Esparó
Valentí Esparó, amb la col·laboració del seu sogre Josep Giralt i de Leandre Ardèvol (Valentín Esparó y Consocios), va reobrir la foneria sota la marca de l'au fènix, l'ocell que va renéixer de les seves cendres, i el 1839 hi va fer instal·lar una màquina de vapor de 16 CV. A la Guía de forasteros en Barcelona del 1842 s'anunciava com a: «Esparó Valentín, c. del Seminario, funde y construye toda clase de máquinas, para Filatura y tejidos de Seda, Lana, Algodón y Lino; para impresiones de Indianas; aplicables a la agricultura; Molinos, Prensas, etc. Además se puede ejecutar todo lo que se pida a dichos talleres, acompañando plano ó explicacion y la fundicion puede desempeñar la ejecucion de piezas tanto para adorno, como para las grandes máquinas, cañones y pertrechos de artillería naval y terrestre, carriles de hierro, incluso cilindros para máquinas de vapor de 100 caballos de fuerza, calderas y otras cualesquiera piezas huecas que requieran fundirse con núcleo ó alma que no esceda de 6 pies de diámetro y 17 pies de largo.»
El 1841, juntament amb Marià Borrell, va sol·licitar a l'Ajuntament de Barcelona la rectificació de les alineacions del carrer dels Tallers. El 1846, per a complir amb l'Edicte d'Obreria del 10 d'abril, Esparó va presentar els plànols complets de les seves instal·lacions, signats per l'arquitecte Fèlix Ribas i Solà. El 1853, va demanar permís per a reformar la façana segons el projecte del mestre d'obres Antoni Jambrú, i també per a instal·lar-hi una màquina de vapor auxiliar de 6 CV, segons els plànols del mateix autor. Tanmateix, les instal·lacions resultaven insuficients, i el 1852, Esparó adquirí en emfiteusi a Antoni Valls uns terrenys a la Barceloneta, que eren part d'un establiment de banys, on el 1853 va demanar permís per a instal·lar-hi una màquina de vapor. El 14 de setembre del 1855, la seva foneria es va fusionar amb Ascacíbar i Cia, donant lloc a la nova societat La Maquinista Terrestre i Marítima, a la qual va aportar els seus establiments com a part del capital. El president seria el mateix Esparó i Leandre Ardèvol quedaria com a director del taller del carrer dels Tallers.

### Fàbrica de filats i teixits de Josep Batllori
El 1845, Esparó va vendre a Francesc Guiu els terrenys i l'edifici de la «quadra» tèxtil, incloent-hi la màquina de vapor de 30 CV i 114 bigues d'avet, per 238.915 rals. Aquell mateix any es va constituir la societat Sogas, Batllori i Cia per a filar-hi i teixir-hi cotó, dirigida per Josep Sogas i Josep Batllori, a la que el 1847 es va incorporar l'indià Jaume Samà i Martí, que hi aportà capital per a adquirir maquinària moderna i es convertí en soci majoritari.
Sogas va morir el 1852, i l'any següent es va constituir la nova societat Batllori, Torres i Cia, amb Josep Torres i Corrons, cunyat de Samà, com a soci industrial. Samà morí el 1859 i la societat es dissolgué el 1862, quedant Batllori com a únic propietari dels terrenys, edificis i maquinària. Aleshores, la fàbrica tenia 28 cardes, 6.300 fusos i 53 telers mecànics i donava feina a 150 treballadors. El capital ascendia a 787.500 pessetes.

### Enderrocament i reedificació
Esparó va morir el 1859 i Ardèvol es va retirar per motius de salut, quedant Nicolau Tous i Mirapeix com a responsable dels tres tallers (el del carrer dels Tallers, el del de Sant Pau i el de la Barceloneta). El 1861, La Maquinista va tancar el primer per a vendre els terrenys, i el 23 de maig del 1864, va demanar permís per a obrir-hi un nou carrer entre els de Tallers i de Pelai, segons el projecte del mestre d'obres Antoni Jambrú, proposant com a nom La Maquinista, si bé finalment s'aprovaria amb l'actual nom de Gravina. El 28 de juny, els arquitectes Josep Buxareu i Francesc Daniel Molina traçaren els plànols d'alineacions, completats amb seccions i perfils del nou carrer. Finalment, el 13 de desembre, l'Ajuntament de Barcelona concedí el permís.
El 1868, la societat adquirí a la Hisenda pública una franja de terreny que pertanyia a la muralla, i el 1871 va presentar al Registre de la Propietat una demanda per a l'extinció dels censos i drets reials. Finalment, el 1872 vengué els solars a l'indià de Lekeitio Agustín Goytisolo y Lezarzaburu, afincat a Cienfuegos (Cuba), per 265.800 pessetes (53.160 duros). El 1877, quan es trobava a l'illa, va animar la seva dona Estanisláa Digat Irarramendi i al seu fill Antonio Goytisolo y Digat a construir sengles edificis a la cantonada dels carrers de Pelai i de Gravina (actuals núms. 12 i 14). El 1882, ja establert definitivament a Barcelona, i coincidint amb el casament del seu fill amb la menorquina Catalina Taltavull Victory, filla del també indià Josep Pere Taltavull Garcia, va fer construir dos edificis més (actuals núms. 10 i 16), tots projectats pel mestre d'obres Francesc Brosa i Casanovas. Posteriorment, el 21 de desembre del 1885, Antonio Goytisolo y Digat, en representació del seu pare, va adquirir a l'Ajuntament de Barcelona un terreny de 32,97 m² procedent d'una petita plaça que hi havia al carrer dels Tallers.
Per la seva banda, Batllori va sol·licitar el 1865 l'adquisició d'una parcel·la procedent de l'enderrocament de la muralla, i posteriorment, la finca passà a mans dels germans Miquel i Domènec Buxeda i Crehuet, propietaris del Vapor Buxeda Vell a Sabadell. Cap al 1878, aquest darrer va fer reconstruir la casa del carrer dels Tallers, 82 i també va fer construir la de la cantonada amb la plaça de la Universitat.